# Thelypteris dodsonii
Thelypteris dodsonii är en kärrbräkenväxtart som beskrevs av Alan Reid Smith. Thelypteris dodsonii ingår i släktet Thelypteris och familjen Thelypteridaceae. Inga underarter finns listade.